# Radio 538
Radio 538 es una cadena de radio neerlandesa que emite música contemporánea. Fue fundada en 1992 y pertenece a Talpa Radio.

## Historia
Radio 538 comenzó sus emisiones el 11 de diciembre de 1992 como una cadena de música contemporánea fundada por exempleados de Veronica, la pionera de la radio comercial neerlandesa. Su primer director fue el locutor Lex Harding. La marca hace referencia a la longitud de onda de 538 metros con la que Radio Veronica emitía desde aguas internacionales. La emisora se hizo popular entre el público por su fórmula musical y por la emisión desde 1993 de Nederlandse Top 40, la mayor lista nacional de éxitos.
En sus primeros años de vida solo estaba disponible por cable. En 1995, gracias a una recogida de firmas, Radio 538 tuvo autorización para emitir en señal abierta mediante la compra de otras estaciones regionales. Lex Harding dejó la dirección para fundar el canal de televisión TMF y fue reemplazado por el también locutor Erik de Zwart. La emisora supo consolidar su audiencia y en 2003 obtuvo una serie de frecuencias nacionales en la banda 102 del FM.
A lo largo de su historia ha tenido distintos propietarios. Durante diez años se mantuvo bajo una gestión independiente, hasta que en diciembre de 2003 el fondo inversor Advent International adquirió una participación mayoritaria. En 2005 el empresario John de Mol se hizo con el control completo a través del grupo Talpa. Entre 2007 y 2011, RTL Nederland absorbió los activos de Talpa a cambio de que De Mol entrase en el accionariado. En 2011, Talpa se hizo con el control de todos los activos de SBS Broadcasting y De Mol tuvo que vender su participación en RTL, pero mantuvo el control de las radios musicales. Desde entonces Radio 538 forma parte del grupo Talpa Radio, junto con Radio 10 (clásicos), Sky Radio (adulto contemporáneo) y el servicio de pódcast JUKE.
En julio de 2011 puso en marcha una televisión, TV 538, que ofrece videoclips y los programas de radio grabados en el estudio. Desde el 1 de diciembre de 2012 emite sus programas desde el edificio NCRV en Hilversum. Actualmente compite por el primer puesto en audiencia con la emisora pública NPO Radio 2 y la musical Qmusic.

## Programación
Radio 538 ha destacado a lo largo de su trayectoria por una oferta que combina música contemporánea con nuevos géneros como el dance o el R&B contemporáneo. Actualmente la parrilla de programas es similar a la de una radiofórmula dirigida a oyentes jóvenes: los programas matinales combinan entretenimiento, novedades y clásicos, mientras que la tarde se centra en éxitos musicales.
Desde 2018 tiene una lista de éxitos propia, 538TOP50, que confecciona con estadísticas de su propia lista de Spotify, Youtube y el servicio de pódcast JUKE. Entre 1993 y 2018 ofreció el Nederlandse Top 40, la lista nacional histórica, que actualmente se emite en Qmusic.
Además de la programación habitual, Radio 538 destaca por realizar grandes eventos en fechas señaladas. Desde 2011 celebra un macroconcierto con motivo del Día del Rey, habitualmente en Breda. También organiza eventos de apoyo a la selección de fútbol de los Países Bajos cuando disputan un torneo internacional.